# Drenthepad
Het Drenthepad (SP 6) is een streekpad dat grote delen van Drenthe aandoet. Het pad was (voorheen 262 km, en na de wijzigingen in 2009 en 2019 respectievelijk 324 en 329 km) geruime tijd het langste streekpad van Nederland. Later werd dat het Veluwe Zwerfpad, met in 2022 een lengte van 375 km.

## Geschiedenis
Het huidige pad is in 1995 ontstaan uit het oorspronkelijke Nivonpad. Dit pad was het eerste LAW-pad dat na de oorlog werd uitgezet. Bij de tweede druk van het gidsje werd de naam gewijzigd in Drentepad (zonder th).
Toen het Pieterpad werd uitgezet, volgde het in veel gevallen al bestaande LAW's. Dit werd voor het Drenthepad op den duur onwenselijk gevonden, waarop men besloot het niet-Pieterpadgedeelte samen te voegen met het "kwijnende" Zwerfsteenpad. Aan de noord- en zuidzijde werden de paden verbonden zodat een rondgaand pad ontstond.

### 1995 - 2009
Tot 2009 begon het pad in Emmen en liep via Sleen, Oosterhesselen, Gees, Nieuw-Balinge, Mantinge en Westerbork naar Orvelte. Vandaar volgde het het oude Nivonpad via Schattenberg (het kamp Westerbork), Hooghalen, Beilervaart, het Dwingelderveld, Uffelte naar het natuurvriendenhuis Het Hunehuis. Dan volgde het de route via Diever, Appelscha (het pad deed dan even Friesland aan), het gevangenisterrein van Veenhuizen, Norg, Vries, Yde, Eelde en na een stukje door Groningen naar het natuurvriendenhuis De Hondsrug. Het laatste gedeelte, terug naar Emmen, is nagenoeg gelijk aan het oude Zwerfsteenpad en doet Zuidlaren, Anloo, Gieten, Gasselte, Borger en ten slotte Valthe aan. Het pad eindigde op het station van Emmen. Destijds was de totale lengte 262 km.

### Na 2009
In 2009 is het pad grondig herzien en uitgebreid. Het nieuwe begin- en eindpunt is station Beilen. Niet veel later wordt de oude route gevolgd richting Ruinen. Tot Norg is de route ongewijzigd. Na Norg gaat de nieuwe route noordwaarts via Roden en Peizerwold naar Eelde. Hier is gebruikgemaakt van het Domelapad, dat niet meer in stand werd gehouden. Ten zuidoosten van Eelde wordt bij Vosbergen de oude route weer gevolgd. Het vernieuwde Drenthepad is op 2 april 2009 feestelijk heropend bij het Hunehuis in Darp door gedeputeerde Rein Munniksma van de provincie Drenthe.
In de wandelgids zijn gedichten in het Drents opgenomen van Gerard Nijenhuis, Hans Heijting, Miny Hofsteenge, Jan Siebo Uffen en Marinus Elting. De nieuwe ondertitel van de gids is "wandelen door poëtisch Drenthe".
In 2019 verscheen opnieuw een herziene versie van het Drenthepad. Nu met als ondertitel "Wandelen door Nationale parken", met een verwijzing naar het Dwingelderveld, het Fochteloërveen en het gebied van de Drentse Aa. De gedichten zijn uit de gids verdwenen.

## Etappes
| etappe | van           | naar          | lengte (km) | OpenStreetMap |
| ------ | ------------- | ------------- | ----------- | ------------- |
| 1      | Beilen        | Ruinen        | 20,2        | route         |
| 2      | Ruinen        | Havelterberg  | 16,6        | route         |
| 3      | Havelterberg  | Diever        | 14,4        | route         |
| 4      | Diever        | Appelscha     | 21,9        | route         |
| 5      | Appelscha     | Veenhuizen    | 15,4        | route         |
| 6      | Veenhuizen    | Roderesch     | 21,2        | route         |
| 7      | Roderesch     | Peizerwold    | 25,7        | route         |
| 8      | Peizerwold    | Glimmen       | 19,7        | route         |
| 9      | Glimmen       | Zuidlaren     | 15,3        | route         |
| 10     | Zuidlaren     | Gieten        | 18,2        | route         |
| 11     | Gieten        | Borger        | 17,2        | route         |
| 12     | Borger        | Valthe        | 19,3        | route         |
| 13     | Valthe        | Sleen         | 20,3        | route         |
| 14     | Sleen         | Nieuw-Balinge | 23,8        | route         |
| 15     | Nieuw-Balinge | Westerbork    | 16,9        | route         |
| 16     | Westerbork    | Elp           | 13,5        | route         |
| 17     | Elp           | Hooghalen     | 16,3        | route         |
| 18     | Hooghalen     | Beilen        | 20,8        | route         |

## Afbeeldingen

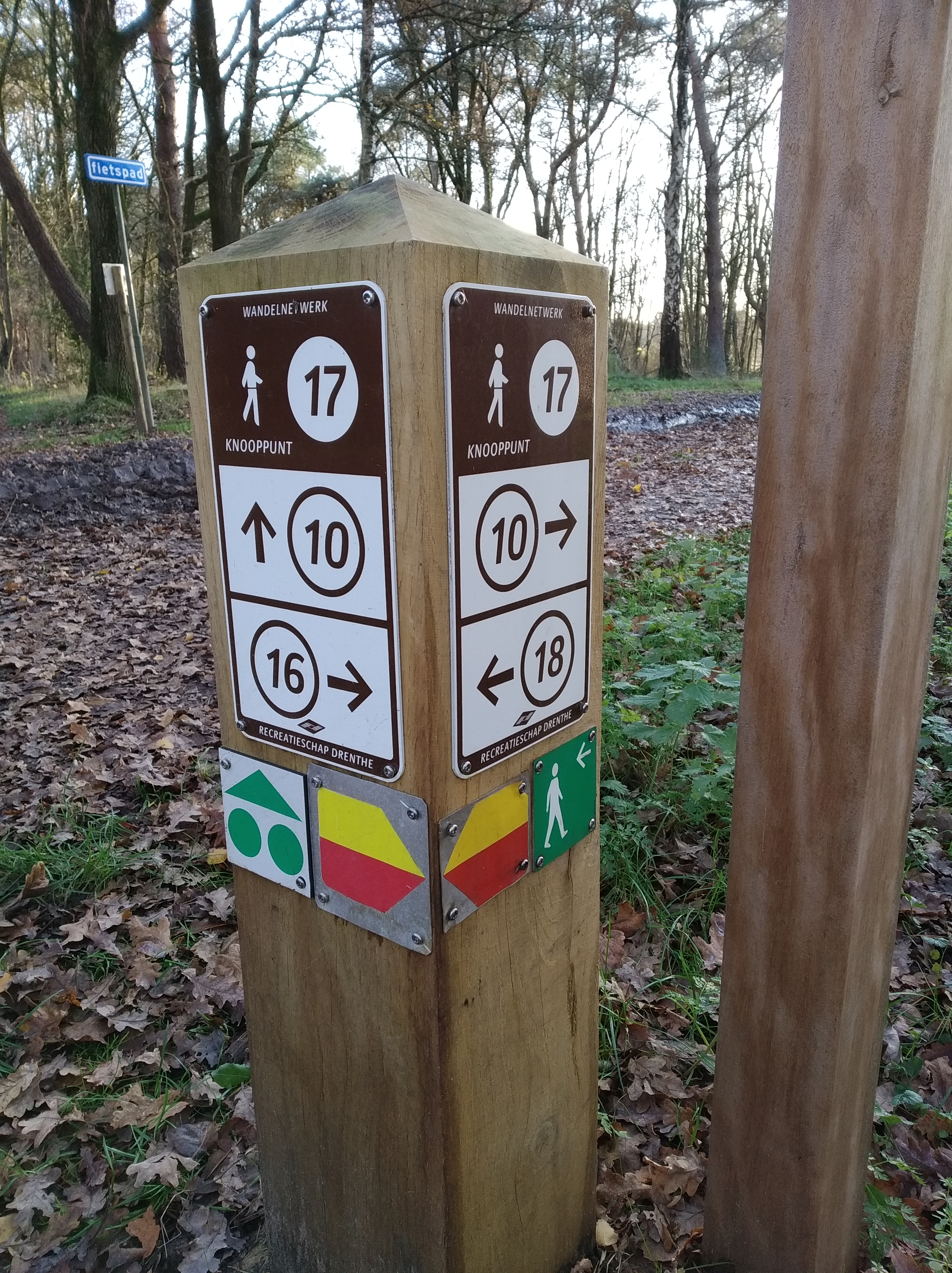
Markeringspaal met markeringen van wandelknooppuntennetwerk Westerveld in het Holtingerveld, het Drenthepad en linksonder een mountainbikeroute
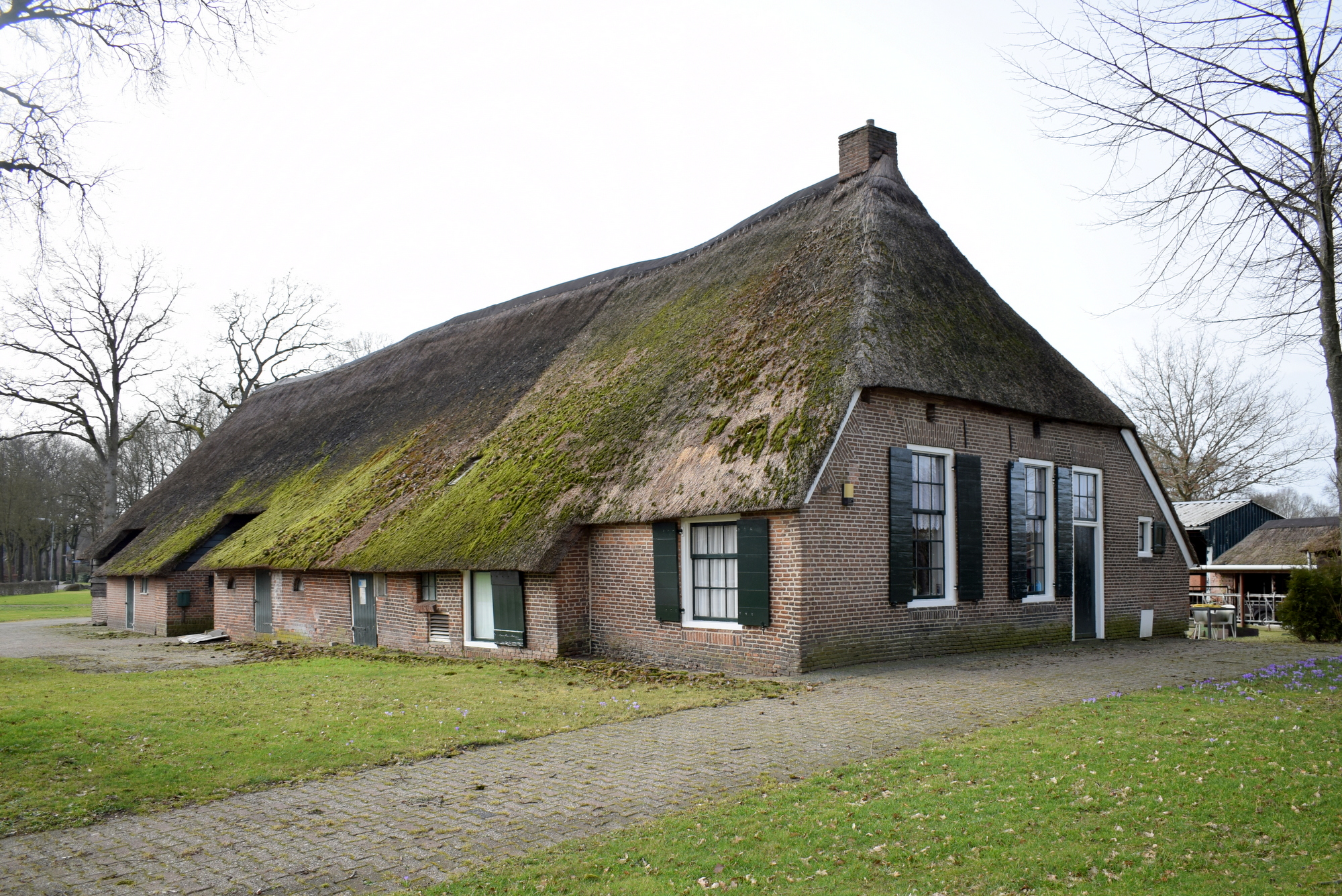
Saksische boerderij, Uffelte
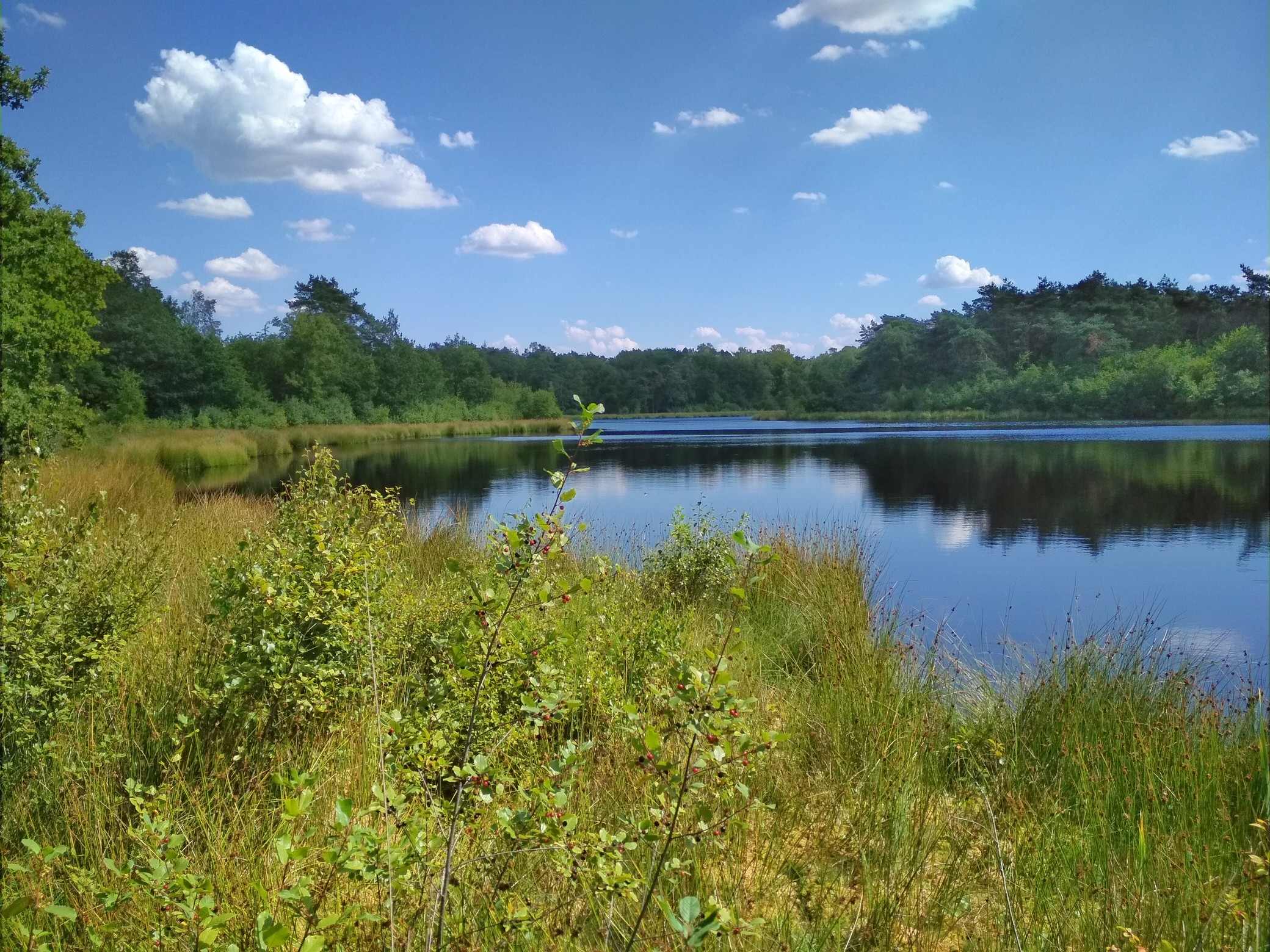
Holtingerveld
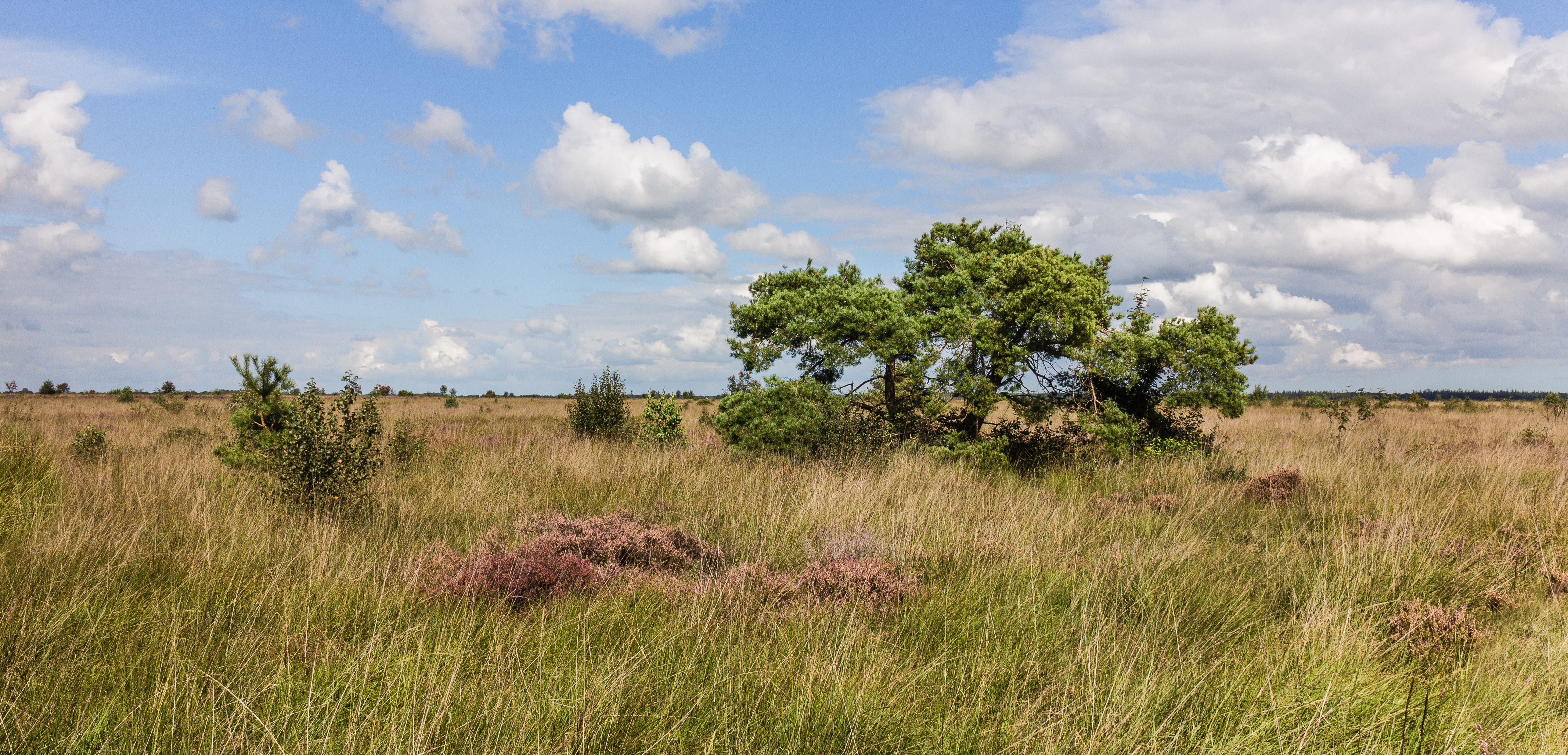
Fochteloërveen
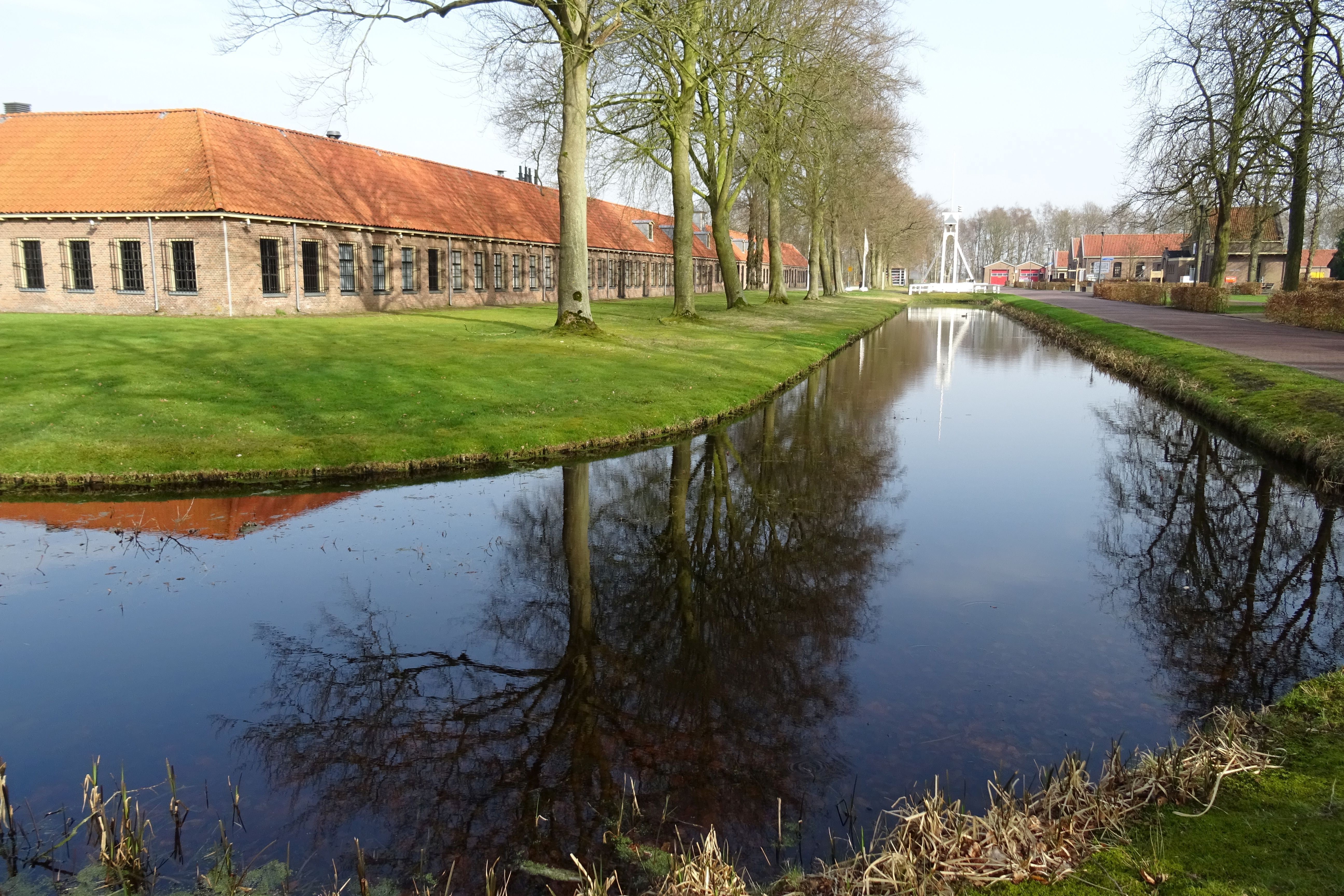
Gevangenismuseum, Veenhuizen
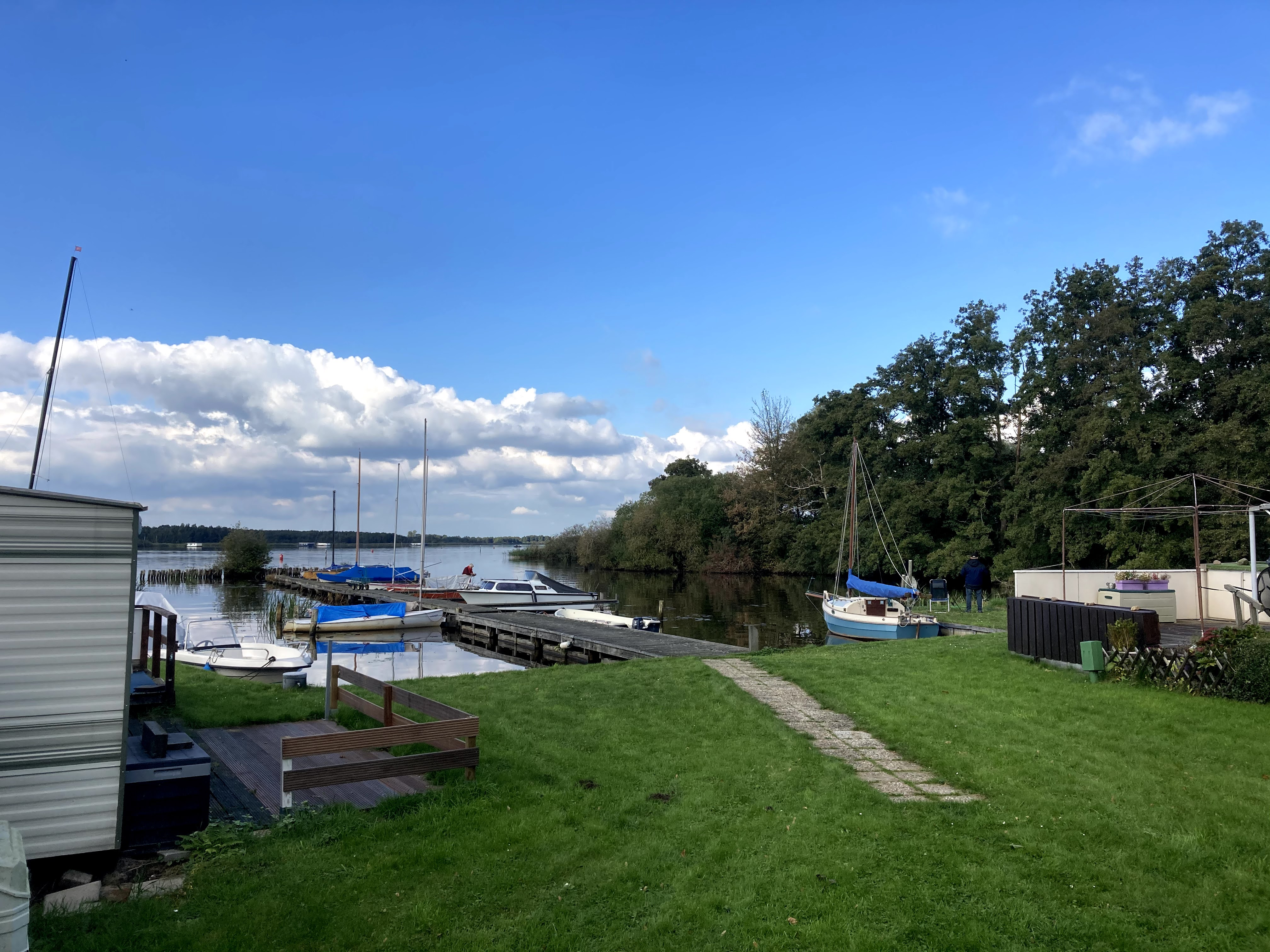
Zuidlaardermeer
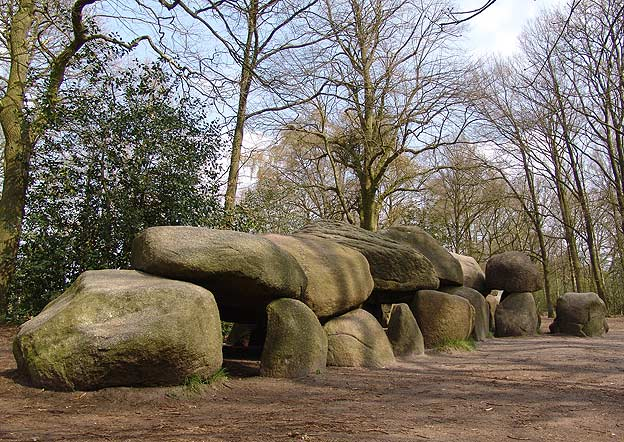
Hunebed D27, Borger
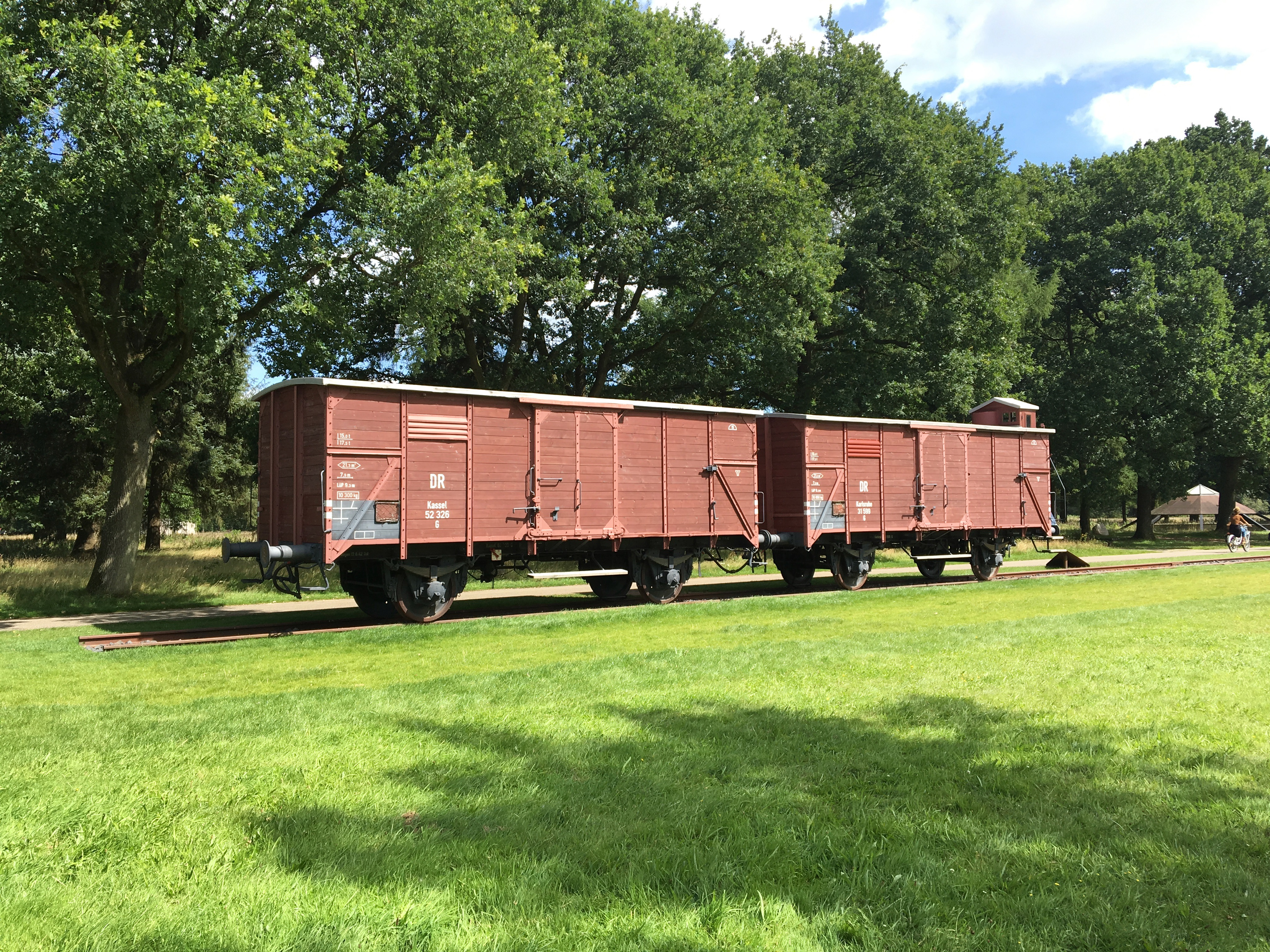
Kamp Westerbork